# Virsbo
Virsbo est une localité de la commune de Surahammar dans le comté de Västmanland en Suède.
Sa population était de 1 322 habitants en 2019.